# DJ S.P.U.D.
DJ S.P.U.D. (* 1973 in Berlin, bürgerlich Oliver Nikolow) ist ein deutscher DJ und Musikproduzent aus Berlin, der Anfang der 2000er mit dem Titel Set It Off Bekanntheit erlangt hatte.

## Geschichte
Nikolow begann laut eigener Aussage mit 15 Jahren, musikalisch aktiv zu werden. Neben verschiedenen Veranstaltungen, die er in Berlin organisierte, war er unter anderem eine Zeitlang Resident-DJ im Berliner Techno-Club Tresor. Einen charttechnisch kommerziellen Erfolg hatte Nikolow Ende 2002 mit der Single Set It Off, einem Cover der 1986 erschienenen Single von Strafe. Set It Off erreichte Platz zwölf in den deutschen Singlecharts und konnte sich elf Wochen lang in den Top 100 halten, außerdem erreichte der Song Platz 16 der Flämischen Charts in Belgien. Die Nachfolgesingle DJ Wimpy Does Britney erschien 2003 und erreichte ebenfalls mit Platz 64 die deutschen Musikcharts. Weitere Chartplatzierungen mit anderen Liedern gelangen nicht.

## Diskografie

### Singles
| Jahr | Titel Album           | Höchstplatzierung, Gesamtwochen, AuszeichnungChartsChartplatzierungen (Jahr, Titel, Album, Platzierungen, Wochen, Auszeichnungen, Anmerkungen) | Anmerkungen                                                                |
| Jahr | Titel Album           | DE | Anmerkungen                                                                |
| ---- | --------------------- | --- | -------------------------------------------------------------------------- |
| 2002 | Set It Off            | DE12 (11 Wo.)DE | Erstveröffentlichung: 7. Oktober 2002 Original: Strafe – Set It Off (1984) |
| 2003 | DJ Wimpy Does Britney | DE64 (2 Wo.)DE | Erstveröffentlichung: 24. Februar 2003                                     |

Weitere Veröffentlichungen
- 2002: Spear Britney (Promo)
- 2002: Lebensmittel EP
- 2003: Finally
- 2004: Fountain of Youth

Remixe
- 2003: Lambda – Hold On Tight